# Margaritiferidae
Los margaritíferos (Margaritiferidae) son una familia de moluscos bivalvos de agua dulce incluida en el orden Unionoida.

## Géneros incluidos en la familia Margaritiferidae
- Cumberlandia Ortmann, 1912
- Margaritifera Schumacher, 1816
- Pseudunio
- Cumberlandia
- Ptychorhynchus
- Heudeana
- Margaritanopsis
- Shepmania
- Ctenodesma